# PRHYTHM
『PRHYTHM』（プリズム）は、2006年3月15日にリリースされたangela再デビュー後3作目のスタジオ録音アルバムである。

## 解説
- 前作から1年4ヶ月ぶりにリリースとなった。
- タイトルは「PRISM」（プリズム）と「RHYTHM」（リズム）を掛け合わせた造語である。
- 前作未収録だった「fly me to the sky」も収録されている。

## 収録曲
- （全曲）作詞：atsuko、作曲：atsuko・KATSU、編曲：KATSU

1. Yell for you
2. 未来とゆう名の答え
  - テレビアニメ『ジンキ・エクステンド』エンディングテーマ
3. 翼
  - WOWOW『地球見聞録』・『感動地球紀行 世界遺産ものがたり』オープニングテーマ
4. ラヴ・ランデヴー
  - 白石涼子への提供曲
5. DEAD SET
  - テレビスペシャル『蒼穹のファフナー RIGHT OF LEFT』イメージソング
6. Decide
7. Forget everything
8. EMOTION
9. 年下未知数脳内HD
  - シングル「未来とゆう名の答え」カップリング曲
10. 果て無きモノローグ
  - テレビスペシャル『蒼穹のファフナー RIGHT OF LEFT』挿入歌
11. Peace of mind
  - テレビスペシャル『蒼穹のファフナー RIGHT OF LEFT』主題歌
12. fly me to the sky
  - テレビアニメ『蒼穹のファフナー』イメージソング